# Katolička crkva u Tuzli (1893.)
U Tuzli je od 1893. do 1987. postojala građevina katoličke crkve.

## Povijest
Poslije progona koji su uslijedili nakon Bečkog rata, brojni su vjernici, redovnici i svećenici iselili u novooslobođene hrvatske krajeve preko Save, dok su preostali prešli na islam i pravoslavlje, pa su brojne katoličke župe opustjele i ugašene. Uz rat su harale glad i kuga.  Franjevci su 1688. napustili gradovrški samostan i otišli u Bač. Početkom 18. st. bila jedina župa u cijeloj sjeveroistočnoj Bosni. Samostan nije obnovljen. Poboljšanjem prilika franjevci su u Tuzli u 18. stoljeću kupili komad zemljišta s kućom te iznova započeli s pastoralnim radom među onim katoličkim stanovništvom koje je preostalo.  Župnik je boravio po okolnim mjestima Lipniku i Husinu zbog sigurnosnih razloga. Tuzla postaje sjedište župe 1852. godine, a i nakon toga bogoslužje se vršilo na otvorenom kraj kapelice. Nakon što je fra Augustin Slišković je 1869. godine od Hakib-paše isposlovao dopuštenje za gradnju crkve od čvrstoga materijala, sagrađena je od 1871. do 1872. godine crkva, ali samostan nije obnovljen.
Austro-ugarsko oslobađanje BiH stvorilo je bolje okružje. Rastuće potrebe i tuzlansko slijeganje terena učinili su svoje, pa je crkva postala ruševno te se prešlo u ovu novu crkvu.
Da bi potakao na gradnju ove crkve i napuštanje ruševne stare crkve sv. Petra, fra Stjepan Ikić dao je srušiti staru crkvu sv. Petra na Trnovcu studenoga 1891. godine te počeo na mjestu današnjeg crkvišta graditi ovu crkvu u neogotičkom stilu.
Nova crkva počela se graditi 1. kolovoza 1893. kod ruševina bivšega samostana i dovršena je 1896. godine. Blagoslovio ju je biskup Stadler 4. listopada. Trošak izgradnje bio je 18 300 forinti.
Sagrađena je po projektu Franca Mihanovića. Izvođačka tvrtka bila je obitelji tuzlanskih Talijana Cordignano i Candotti. Većina radova napravljena je u samo dva mjeseca i crkva je posvećena 4. listopada 1893. godine. Župnik fra Rafo Babić podigao je kod crkve 1898. godine dosta veliki župni stan. Nova samostanska zgrada izgrađena je 1899. godine. No, to se radi o župnom stanu. Na kapitulu u Plehanu 25. travnja 1967. ovaj je župni stan proglašen samostanom i time je obnovljen stari franjevački samostan u Tuzli. Između 1928. i 1933. nabavljeno je nekoliko kipova od drveta.
Časne sestre Klanjateljice Krvi Kristove djelovale su u ovoj župi su tijekom 1957. i 1958. godine.
Političke okolnosti opet postaju nepovoljne nakon dolaska komunista na vlast. Poslije rata su oduzele dio samostanskih prostorija. Tako je stanje bilo do preseljenja u novi samostan 1986. godine. U međuvremenu je bila prva sanacija crkvene zgrade 1964. godine. To je bilo zbog slijeganja tla u Tuzli zbog kojeg su se urušavale mnoge zgrade, pa i sama župna crkva. Rješenje se pokazalo privremenim, jer se urušavanje nastavilo. Sve je bila izvjesnija potreba preseljenja u novu zgradu. Pokušalo se isposlovati od općinskih vlasti dopuštenje za izgradnju nove crkve, no one su s dopuštenjem otezale više godina. Od slijeganja su napuknuli zidovi, oštećeni temelji. Nije se moglo trajno i uspješno sanirati oštećenja te se 1980. srušilo zvonik. Naposljetku je izgradnja nove crkve u Tuzli započela 1983. godine. S crkvom arhitektonski kompleks čini novoizgrađeni samostan (1984. – 86.). 1986. godine franjevci su preselili u novi samostan i nakon preseljenja prestala je stara zgrada biti vlasništvo franjevaca. Zbog slijeganja zemljišta porušena je 1987. godine.

## Umjetničke osobitosti
Sagrađena je u neogotičkom stilu. Projektirao ju je Josip Vancaš.
Bila je ukrašena s nekoliko kipova i slika. Sve su bile izrađene u tradiciji umjetničkog obrta. Iz tirolskih radionica su kipovi Marije s Kristom (bojeno drvo, 1854. god.) i Sv. Jurja (radionica Ferdinanda Stuflessera). Od drveta su kipovi nabavljeni od 1928. do 1933.: Srce Isusovo, sv. Josip, sv. Anto, Gospa, sv. Ivan apostol i sv. Mihovil.
Slike su djelo slikara Josipa Pellarinija, koji je crkvu iznutra oslikao 1930. godine. Ukupna oslikana površina je 534 četvorna metra zidnih slika. Interijer su činile zidne freske, njih deset. 1965. godine konzervirane su i stavljene pod državnu zaštitu.